# Aeroporto de Poznań-Ławica
O Aeroporto de Poznań-Ławica Henryk Wieniawski ou, na sua forma portuguesa, de Posnânia-Ławica (em polonês: Port Lotniczy Poznań-Ławica im. Henryka Wieniawskiego; (código IATA: POZ; código OACI: EPPO) é um aeroporto situado a cerca de 7 km do centro da cidade de Poznań, na Polónia. Foi inaugurado em 1921.

## Companhias e destinos
| Companhia             | Destino |
| --------------------- | --- |
| Enter Air             | Sazonal: Antália, Bodrum, Burgas, Dalaman, Dubrovnik, Enfidha, Fuerteventura, Iráclio, Hurghada, Esmirna, Cós, Las Palmas de Gran Canaria, Marsa el Alam, Monastir, Palma de Maiorca, Sharm el Sheikh, Rodes, Salónica, Tenerife |
| EuroLOT               | Cracóvia Sazonal: Dubrovnik, Poprad, Verona |
| LOT Polish Airlines   | Varsóvia, Munique |
| Lufthansa Regional    | Francoforte do Meno, Munique, Düsseldorf |
| Ryanair               | Barcelona, Bristol, Dublin, Liverpool, Londres-Stansted, Milão-Orio al Serio, Oslo-Rygge, Roma-Ciampino |
| Scandinavian Airlines | Copenhaga |
| Wizz Air              | Paris-Beauvais, Cork, Doncaster/Sheffield, Dortmund, Londres-Luton, Estocolmo-Skavsta, Oslo-Torp Sazonal: Burgas |